# Chiaki Kon
Chiaki Kon (jap. 今 千秋 Kon Chiaki; ur. 29 września w prefekturze Chiba) – japońska reżyserka anime.

## Wybrane wyreżyserowane anime
- Higurashi no naku koro ni
- Higurashi no naku koro ni kai
- Higurashi no naku koro ni rei
- Higurashi no naku koro ni OVA nekogoroshi hen
- Umineko no Naku Koro ni
- Junjō Romantica
- Hanasakeru Seishōnen
- Otome Yōkai Zakuro
- Sekaiichi Hatsukoi
- La storia della Arcana Famiglia
- Sailor Moon Crystal (sezon 3)
- Yakuza w fartuszku. Kodeks perfekcyjnego pana domu